# Mark Madsen (luchador)
Mark Overgaard Madsen (Nykøbing Falster, 23 de septiembre de 1984) es un deportista danés que compite en lucha, en las modalidades de lucha grecorromana y lucha libre profesional.
Participó en tres Juegos Olímpicos de Verano, entre los años 2008 y 2016, obteniendo una medalla de plata en Río de Janeiro 2016, en la categoría de 75 kg, y el quinto lugar en Londres 2012.
Ganó cinco medallas en el Campeonato Mundial de Lucha entre los años 2005 y 2015, y una medalla de bronce en el Campeonato Europeo de Lucha de 2014.
Desde 2013 participa en el circuito profesional de MMA. Ha disputado en total 12 combates en la categoría de peso ligero, con un saldo de 12 victorias y 0 derrotas.

## Palmarés internacional
| Juegos Olímpicos   | Juegos Olímpicos           | Juegos Olímpicos  | Juegos Olímpicos |
| Año                | Lugar                      | Medalla           | Categoría        |
| ------------------ | -------------------------- | ----------------- | ---------------- |
| 2016               | Río de Janeiro (Brasil)    | Medalla de plata  | 75 kg            |
| Campeonato Mundial |                            |                   |                  |
| Año                | Lugar                      | Medalla           | Categoría        |
| 2005               | Budapest (Hungría)         | Medalla de plata  | 74 kg            |
| 2006               | Cantón (China)             | Medalla de bronce | 74 kg            |
| 2007               | Bakú (Azerbaiyán)          | Medalla de plata  | 74 kg            |
| 2009               | Herning (Dinamarca)        | Medalla de plata  | 74 kg            |
| 2015               | Las Vegas (Estados Unidos) | Medalla de plata  | 75 kg            |
| Campeonato Europeo |                            |                   |                  |
| Año                | Lugar                      | Medalla           | Categoría        |
| 2014               | Vantaa (Finlandia)         | Medalla de bronce | 75 kg            |

## Récord en artes marciales mixtas
| Resultado | Récord | Oponente            | Método                                       | Evento                                    | Fecha                    | Ronda | Tiempo | Localización          | Notas                    |
| --------- | ------ | ------------------- | -------------------------------------------- | ----------------------------------------- | ------------------------ | ----- | ------ | --------------------- | ------------------------ |
| Victoria  | 12-0   | Vinc Pichel         | Decisión (unánime)                           | UFC 273                                   | 9 de abril de 2022       | 3     | 5:00   | Jacksonville, Florida |                          |
| Victoria  | 11–0   | Clay Guida          | Decisión (dividida)                          | UFC on ESPN: Cannonier vs. Gastelum       | 21 de agosto de 2021     | 3     | 5:00   | Las Vegas, Nevada     |                          |
| Victoria  | 10–0   | Austin Hubbard      | Decisión (unánime)                           | UFC 248                                   | 7 de marzo de 2020       | 3     | 5:00   | Las Vegas, Nevada     |                          |
| Victoria  | 9–0    | Danilo Belluardo    | TKO (golpes)                                 | UFC Fight Night: Hermansson vs. Cannonier | 28 de septiembre de 2019 | 1     | 1:12   | Copenhague            | Debut en el peso ligero. |
| Victoria  | 8–0    | Patrick Nielsen     | Sumisión (rear-naked choke)                  | Olympian Fight Night                      | 9 de junio de 2019       | 1     | 2:47   | Copenhague            |                          |
| Victoria  | 7–0    | Thibaud Larchet     | Decisión (unánime)                           | Cage Warriors 103                         | 9 de marzo de 2019       | 3     | 5:00   | Copenhague            |                          |
| Victoria  | 6–0    | Matthew Bonner      | Decisión (unánime)                           | Cage Warriors Academy Denmark 2           | 15 de diciembre de 2018  | 3     | 5:00   | Frederikshavn         |                          |
| Victoria  | 5–0    | Alexandre Bordin    | Decisión (unánime)                           | Cage Warriors Academy Denmark 1           | 23 de septiembre de 2018 | 3     | 5:00   | Nykøbing Falster      |                          |
| Victoria  | 4–0    | Dez Parker          | KO (golpes)                                  | Danish MMA Night Vol. 1                   | 9 de junio de 2018       | 1     | 4:28   | Brøndby               |                          |
| Victoria  | 3–0    | Matthias Freyschuss | Sumisión técnica (standing guillotine choke) | MMA Galla 04                              | 13 de enero de 2018      | 1     | 0:26   | Nykøbing Falster      |                          |
| Victoria  | 2–0    | Chay Ingram         | Sumisión (guillotine choke)                  | European MMA 9: "Mark" Your Time          | 23 de mayo de 2014       | 1     | 2:27   | Copenhague            |                          |
| Victoria  | 1–0    | Philipp Henze       | KO (golpes)                                  | European MMA 6                            | 26 de septiembre de 2013 | 1     | 0:44   | Copenhague            |                          |